# Font del Roure (Vallcarca)
|  | Aquest article tracta sobre font del Roure de Vallcarca. Vegeu-ne altres significats a «Font del Roure (desambiguació)». |

La font del Roure era una mina d'aigua, d'escàs cabal, situada al torrent de can Gomis, també anomenat torrent de la Font del Roure (a l'actual carrer d'Esteve Terradas), al barri de Vallcarca i els Penitents de Barcelona. Es trobava prop del mas Llacsalí (la zona on es va construir l'Hospital Militar). Va desaparèixer quan es va urbanitzar la riera de Vallcarca, entre 1945 i 1955.
Es creia que l'aigua de la font tenia propietats. Els matrimonis que tenien un vailet afectat de trencadura el mullaven a les aigües de la font, creient que així sanaria. La font del roure era visitada també per colles d'amics i amigues. Les noies feien uns rotllets de paper amb els noms dels possibles enamorats, i els posaven a l'aigua fins que un d'ells es desembolicava al contacte amb el líquid, tot donant el nom de l'escollit de la noia.
El 1854 Josep Anselm Clavé li va dedicar la contradansa La Font del Roure:
| «                                                | Veniu nenes sota el roure, sota el roure, que ha dat nom a la font pura, la font pura, prop la qual gentil natura gala fa de son tresor. I a la sombra del ramatge, combinant mil balls airosos, los ulls conten amorosos los secrets del nostre cor [...] | » |
| — Josep Anselm Clavé, Federació de Cors de Clavé | |   |